# جمعیت‌شناسی کرواسی
جمعیت‌شناسی کرواسی از طریق سرشماری شناخته می‌شود و معمولاً در بازه زمانی ده ساله انجام می‌شود و از دهه ۱۸۵۰ میلادی توسط ادارات سرشماری مختلفی انجام می‌شود. اداره سرشماری کرواسی این کار را از دهه ۱۹۹۰ میلادی انجام می‌دهد. آخرین آمارگیری در کرواسی در آوریل ۲۰۱۱ رخ داد. جمعیت کرواسی در سال ۲۰۱۱ به ۴٬۲۹ میلیون نفر رسیده بود. تراکم جمعیت آن ۷۵٬۸ ساکن در کیلومتر مربع است و میانگین امید به زندگی در سال ۲۰۱۸ ۷۸٬۲ سال بود. جمعیت به‌طور پیوسته (به جز آمارگیری‌هایی که پیروی دو جنگ جهانی انجام شد) از ۲٬۱ میلیون تن در سال ۱۸۵۷ تا ۴٬۷ میلیون تن در ۱۹۹۱ رشد کرده‌است. از سال ۱۹۹۱، میزان مرگ‌ومیر کرواسی از نرخ زاد ولد آن فراتر رفت و رشد جمعیت منفی شد. کرواسی در جایگاه چهارم (یا پنجم) گذار جمعیتی قرار دارد. از دیدگاه ساختار سنی، جمعیت تحت تسلط بخش ۱۶ تا ۶۴ سالگان قرار دارد. متوسط سن جمعیت ۴۳٬۴ است و نسبت جنسیتی جمعیت ۰٬۹۳ مرد نسبت به ۱ زن است. پیش‌بینی شده‌است که تا سال ۲۰۴۵ کرواسی ۳۵۰٬۰۰۰ تن از جمعیت خود را از دست می‌دهد.
کرواسی به‌طور عمده توسط کروات‌ها اسکان شده‌است (۹۰٬۴٪)، در حالی که اقلیت‌هایی مانند صرب‌ها (۴٬۳۶٪) و ۲۱ قومیت دیگر (هرکدام کمتر از ۱٪) باقی جمعیت را تشکیل می‌دهند. تاریخ جمعیت‌شناسی کرواسی با مهاجرت‌های گوناگونی شکل گرفته‌است، مانند مهاجرت کروات‌ها و رشد جمعیت‌های مجاری و آلمانی‌زبان در هنگام کرواسی در اتحاد با مجارستان و سپس ملحق شدن به پادشاهی هابسبورگ، مهاجرت‌های انجام‌گرفته در حملات عثمانی و رشد جمعیتی ایتالیایی‌زبان در ایستریا و دالماسی در طول حکم‌رانی جمهوری ونیز. پس از فروپاشی اتریش-مجارستان، جمعیت مجارها رو به زوال رفت و پس از جنگ جهانی دوم جمعیت‌های آلمانی‌زبان و ایتالیایی‌زبان مجبور به ترک کردن شدند. اواخر سده ۱۹ و سده ۲۰ با مهاجرت‌های گسترده به خارج از کشور شناخته شده‌است. دهه ۱۹۴۰ و ۱۹۵۰ میلادی در یوگسلاوی با مهاجرت‌های درون‌کشوری و افزایش شهرنشینی شناخته‌شده‌است. آخرین مهاجرت‌های مهم در نتیجه جنگ استقلال کرواسی رخ داد که صدها هزار نفر آواره شدند.
زبان کرواتی زبان رسمی است، اما زبان‌های اقلیتی در تقسیمات حکومتی درون کشور استفاده می‌شوند. کرواتی توسط ۹۵٬۶۰٪ جمعیت به عنوان زبان مادری شناخته می‌شود. در یک آمارگیری در سال ۲۰۰۹، ۷۸٪ از کروات‌ها ادعا داشتند که حداقل از یک زبان خارجی اطلاعات دارند که بیشتر انگلیسی بود. دین‌های اصلی در کرواسی کاتولیک (۸۶٬۲۸٪)، ارتدکس (۴٬۴۴٪) و اسلام (۱٬۴۷٪) هستند. میزان سواد در کرواسی ۹۸٬۱٪ است. میزان افراد بالای ۱۵ سال که دارای مدرک دانشگاهی بودند از سال ۲۰۰۱ به سرعت رشد کرد و تا سال ۲۰۰۸ با ۱۶٬۷٪ دو برابر شد. تخمین زده شده‌است که ۴٬۵٪ از تولید ناخالص داخلی صرف آموزش می‌شود. در کرواسی آموزش ابتدایی و متوسطه به زبان کرواتی و زبان‌های اقلیت رسمی موجود است. کرواسی دارای مراقبت سلامتی همگانی است و در سال ۲۰۱۰، ۶٬۹٪ از تولید ناخالص داخلی صرف بهداشت و سلامتی می‌شد. درآمد خالص ماهانه در کرواسی در سپتامبر ۲۰۱۰ ۵٬۳۹۷ کونا (۷۲۹ یورو) بود. بیشترین شغل‌های پرطرفدار در کرواسی در سال ۲۰۰۸ صنعت تولید، عمده‌فروشی، خرده‌فروشی و ساخت‌وساز بودند. در ژانویه ۲۰۲۰، نرخ بیکاری در کرواسی ۸٬۴٪ بود. میانگین درآمد خانوار کرواسی بالاتر از برابری قدرت خرید ده کشوری که در سال ۲۰۰۴ به اتحادیه اروپا پیوستند است و دنباله‌دار میانگین در اتحادیه اروپا نیز می‌باشد. سرشماری سال ۲۰۱۱ در مجموع ۱٬۵ میلیون ملک شخصی را حساب کرد که بیشتر خودشان صاحب آن بودند. در کرواسی، میانگین نرخ شهرنشینی ۵۶٪ است و جمعیت شهری در حال افزایش یافتن و جمعیت روستایی در حال کاهش یافتن است.

## جمعیت

تراکم جمعیت کرواسی بر پایه شهرستان و هر شخص در کیلومتر مربع^{۲}.

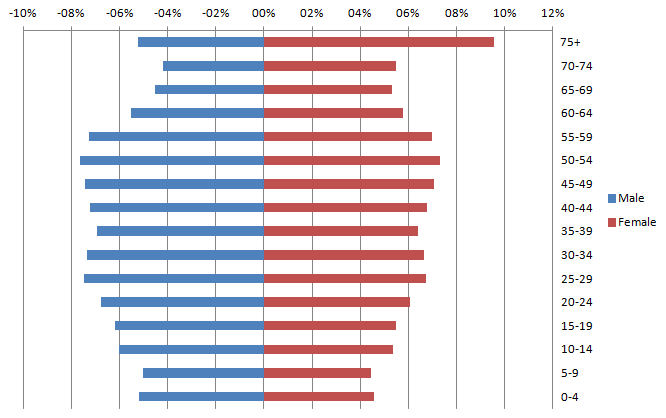
هرم جمعیت کرواسی در سال ۲۰۰۹

با جمعیت ۴٬۱۵۴٬۲۱۳ نفر در سال ۲۰۱۶، کرواسی ۱۲۶مین کشور در جهان از لحاظ جمعیت است. تراکم جمعیتی آن ۷۵٬۸ سکنه بر پایه کیلومتر مربع است. امید به زندگی در کرواسی ۷۸ سال است. میزان کلی باروری ۱٬۵۰ کودک بر پایه مادر است که کمترین مقدار در کل جهان است. از سال ۱۹۹۱، میزان مرگ‌ومیر به‌طور مداوم از نرخ زاد ولد بیشتر بوده‌است. اداره سرشماری کرواسی پیش‌بینی می‌کنند که احتمالاً جمعیت تا سال ۲۰۵۰ به ۳٬۱ میلیون نفر کاهش یابد که بستگی به میزان مهاجرت و نرخ زاد ولد دارد. جمعیت کرواسی از ۲٬۱ میلیون نفر در ۱۸۵۷ تا ۱۹۹۱ که به ۴٬۸ میلیون نفر رسید به‌طور پیوسته رشد کرد، البته با حساب نکردن ۱۹۲۱ تا ۱۹۴۸، که میان دو جنگ جهانی بود. نرخ رشد طبیعی جمعیت منفی است. کرواسی از پایان سده ۱۸ میلادی و ابتدای سده ۱۹ نخستین مرحله گذار جمعیتی را تجربه کرد. کرواسی هم‌اکنون در مرحله چهارم یا پنجم گذار جمعیتی قرار دارد.
یکی از دلایل کاهش جمعیت را می‌توان جنگ استقلال کرواسی دانست. در طول جنگ، بخش‌های بزرگی از مردم آواره شدند و مهاجرت افزایش یافت. در سال ۱۹۹۱، در بخش‌هایی که صرب‌ها اکثریت جمعیت بودند، بیش از ۴۰۰٬۰۰۰ کروات و اقوام غیر-صرب یا به شکل خشونت‌آمیز توسط نیروهای صرب رانده شدند یا خودشان از جنگ فرار کردند. در سال ۱۹۹۵ که آخرین روزهای جنگ بود، بیش از ۱۲۰٬۰۰۰–۲۰۰٬۰۰۰ صرب پیش از رسیدن نیروهای کروات در عملیات طوفان از کشور فرار کردند. در طول یک دهه و پس از پایان جنگ، تنها ۱۱۷٬۰۰۰ پناهجوی صرب از ۳۰۰٬۰۰۰ نفر آواره‌شده به کشور برگشتند. بنابه سرشماری سال ۲۰۰۱، در کرواسی ۲۰۱٬۶۳۱ صرب زندگی می‌کردند و در سرشماری سال ۱۹۹۱ شمار صرب‌ها ۵۸۱٬۶۶۳ نفر بود. بیشتر صرب‌های کرواسی هرگز در مناطقی که در طول جنگ اشغال شده بودند زندگی نکردند. صرب‌ها تا اندازه‌ای در مناطق صرب‌نشین پیشین دوباره اسکان گزیدند اما این مناطق به‌طور عمده‌ای توسط پناهجویان کروات از بوسنی و هرزگوین و در اصل جمهوری صرب بوسنی اسکان گزیده شده بود.
در سال ۲۰۱۴، ۳۹٬۵۶۶ کودک در کرواسی زاده شدند که از این تعداد ۲۰٬۳۷۴ کودک پسر و ۱۹٬۱۹۲ دختر بودند. تقریبا تمامی کودک‌ها در مراکز درمانی زاده شدند و تنها ۱۹ مورد جای دیگری بودند.از مجموع این تعداد، ۳۲٬۶۷۷ کودک در طول ۳۰۰ روز پس از ازدواج زاده شدند و میانگین سن مادران در بدو تولد نخستین فرزندشان ۲۸٬۴ سال بود. میزان کلی باروری میان زنان ۱۵ تا ۴۹ سال ۴۲٬۹ بود و نرخ ویژه زنان ۲۵ تا ۲۹ سال ۱۰۱٬۰ در میلیون است. در سال ۵۲٬۴۱۴ نفر در کرواسی درگذشتند که ۴۸٬۵٪ آن‌ها در مراکز درمانی و ۹۰٬۰٪ هنگام درمان شدن درگذشتند. بیماری قلبی-عروقی و سرطان علت‌های اصلی مرگ بودند و به‌ترتیب ۲۶٬۲۳۵ و ۱۳٬۲۸۰ تن از آن‌ها درگذشتند. در همان سال، ۲٬۹۸۶ مرگ خشن در کرواسی رخ دادند که از آن ۲٬۱۲۱ تن از حوادث مختلف درگذشتند. آمار اخیر نشان‌دهنده ۶۱۶ مرگ به دلیل تصادف است. در سال ۲۰۱۴، نرخ زاد و ولد ۹٬۳ در هر ميليل بود كه از ميزان مرگ و مير ۱۲٬۰ در ميليوم فراتر رفت.در سال ۲۰۱۴، میزان مرگ‌ومیر نوزادان ۵٬۰ در میلیوم بود. درباره ساختار سنی، جمعیت کرواسی را عمدتا افراد ۱۵ تا ۶۴ ساله (۶۸٬۱٪) تشکیل می‌دهند و جمعیت افراد زیر ۱۵ سال و بالای ۶۴ سال به نسبت کوچک‌تر است (به‌ترتیب ۱۵٬۱٪ و ۱۶٬۹٪). میانگین سنی جمعیت ۴۱٬۴ است. نسبت جنسیتی جمعیت ۱٬۰۶ مرد به ازای هر ۱ زن در بدو تولد و تا ۱۴ سالگی و ۰٬۹۹ مرد به ازای هر زن در سنین ۱۵ تا ۶۴ سال است. در سنین بالای ۶۴، نسبت جنسیتی ۰٬۶۴ مرد نسبت به ۱ زن استو نسبت جنسیتی کل جمعیت ۰٬۹۳ مرد نسبت به ۱ زن است.
برخلاف کاهش جمعیت بومی کرواسی، از میانه دهه ۱۹۹۰ میلادی موجی از مهاجرت به کرواسی به‌وجود آمد و در سال ۲۰۰۶ به بیش از ۷٬۰۰۰ مهاجر رسیده بود. در سال‌های اخیر، دولت کرواسی هر ساله تحت فشار برای افزودن تا ۴۰ درصد به سهمیه مجوز کار برای کارگران خارجی قرار گرفته است. با توجه به سیاست مهاجرت، دولت کرواسی همچنین در تلاش است تا مهاجران کروات به کشوران دیگر را ترغیب به بازگشت کند.
در سال ۲۰۰۹، ۸٬۴۶۸ مهاجر در کرواسی زندگی می‌کردند که از سال پیش کمی کاهش یافته بود (۱۴٬۵۴۱) و بیش از نیمی از آن‌ها (۵۷٬۵٪) از بوسنی و هرزگوین بودند. در همان سال، ۹٬۹۴۰ مهاجر کرواسی را ترک کردند و ۴۴٬۸٪ از آن‌ها به صربستان رفتند. شمار مهاجران در مقایسه با رقم ۷٬۴۸۸ ثبت شده در سال ۲۰۰۸، افزایش قابل توجهی داشته‌است. در سال ۲۰۰۹، مهاجرت خالص به و خارج از کشور در شهرستان سیساک-موسلاوینا (۱٬۰۹۳ نفر) و شهر زاگرب (+۸۳۰ نفر) به اوج خود رسید.
در سال ۲۰۰۹، به‌طور کلی ۲۲٬۳۸۲ ازدواج و ۵٬۰۷۶ در کرواسی رخ داد. سرشماری سال ۲۰۰۱ ۱٬۴۷ میلیون خانوار را ثبت کرده بود.